# Gonzaga-Nevers

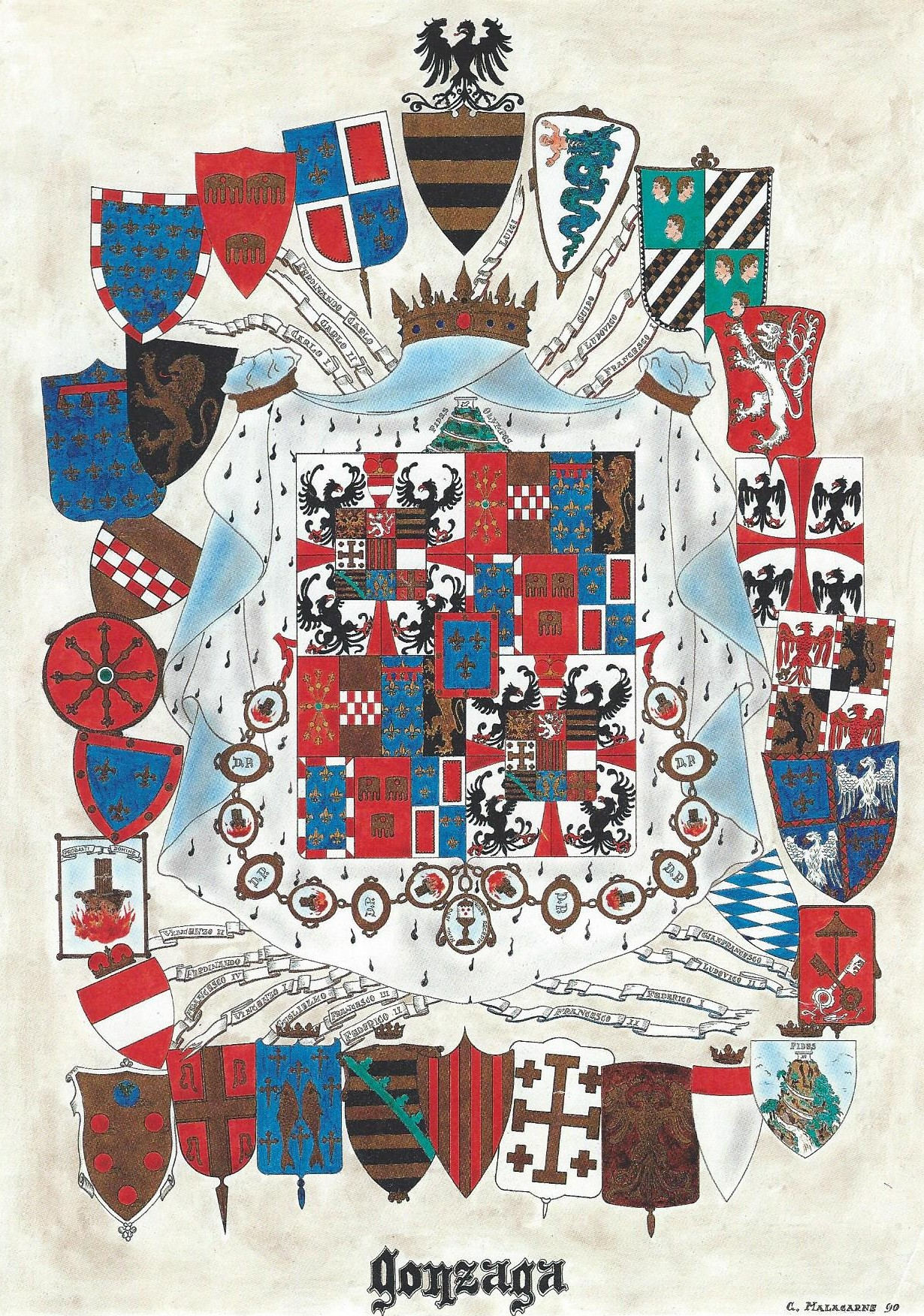
Stemma del Casato Gonzaga di Nevers

Gonzaga-Nevers era la linea dinastica collaterale dei Gonzaga, ora estinta, iniziata in Francia da Ludovico Gonzaga, terzogenito di Federico II che, sposando nel 1565 Enrichetta di Nevers, ereditiera del ducato di Nevers e Rethel, divenne Duca di Nevers e Rethel e proseguita con Carlo I di Nevers e Rethel (Parigi, 1580 – Mantova, 1637), figlio dei nobili precedenti.

## Storia

### Origini

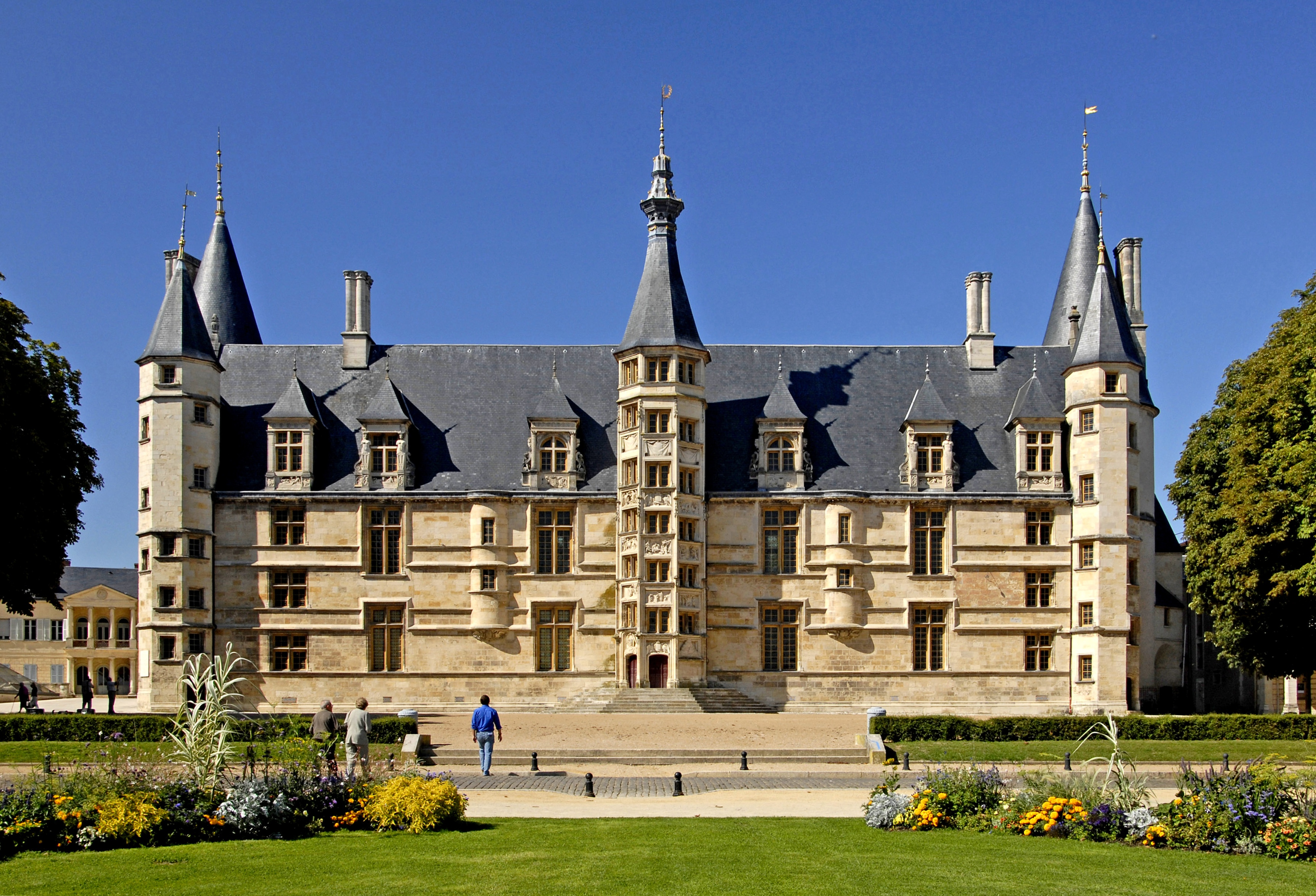
Nevers, Palazzo ducale

Ludovico Gonzaga nacque a Mantova nel 1539 e, come terzo figlio del duca regnante Federico II Gonzaga, avrebbe avuto poche possibilità di ereditare il trono ducale. Così, a 10 anni, venne inviato a Parigi come erede del patrimonio di sua nonna, Anna d'Alençon, vedova del marchese Guglielmo IX del Monferrato e, come suddito del re Enrico II di Francia, si arruolò nell'esercito francese.
Il 4 marzo 1565, naturalizzato francese, cambiò il suo nome da Ludovico a Luigi e sposò Enrichetta di Clèves, erede dei ducati di Nevers e Rethel, titoli che iniziarono da allora a utilizzare. I discendenti di questa coppia vennero designati come il ramo dei Gonzaga-Nevers di Casa Gonzaga.

### Duchi di Mantova
Il figlio maggiore di Luigi e di Enrietta, Carlo Gonzaga usò il titolo francese di Duca titolare di Nevers, duca di Rethel, duca di Mayenne e principe d'Arches. Alla morte nel 1627 del cugino Vincenzo II Gonzaga, ultimo discendente della linea diretta dei Gonzaga, Carlo I, a seguito della Guerra di successione di Mantova e del Monferrato, subentrò nel diritto di successione al Ducato di Mantova.

### Dinastia (1627-1708)
| 1627-1637 | Carlo I di Gonzaga-Nevers          | (1580-1637) |
| 1637-1665 | Carlo II di Gonzaga-Nevers         | (1629-1665) |
| 1665-1708 | Ferdinando Carlo di Gonzaga-Nevers | (1652-1708) |

### Estinzione
La linea si estinse con Ferdinando Carlo di Gonzaga-Nevers nel 1708, morto senza figli legittimi e il Ducato di Mantova venne annesso al Ducato di Milano. Il padre di Ferdinando Carlo, Carlo II di Gonzaga-Nevers aveva peraltro già ceduto al Cardinale Mazarino il Ducato di Nevers e Rethel.

## Galleria d'immagini

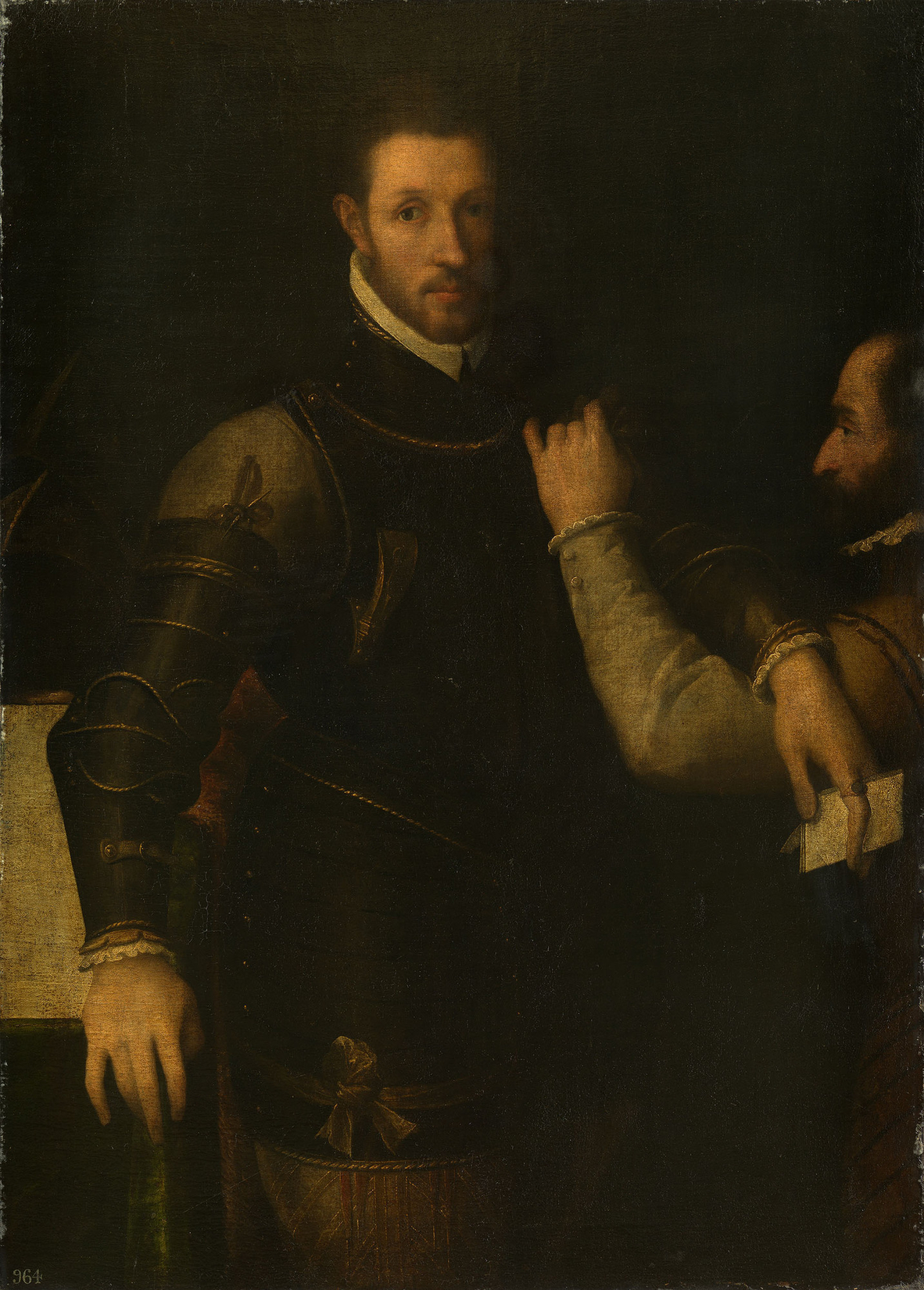
Ludovico Gonzaga-Nevers
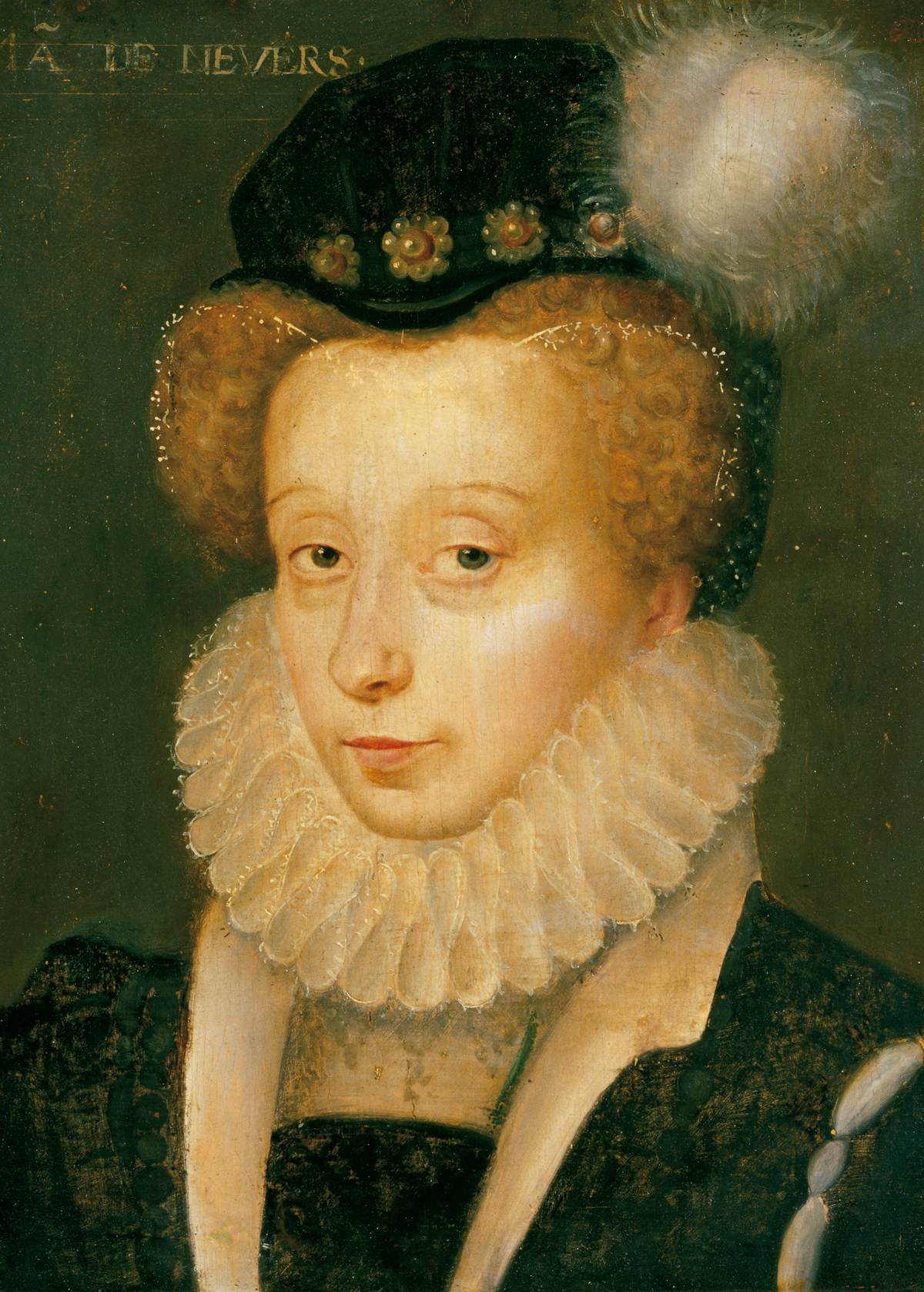
Enrichetta di Nevers
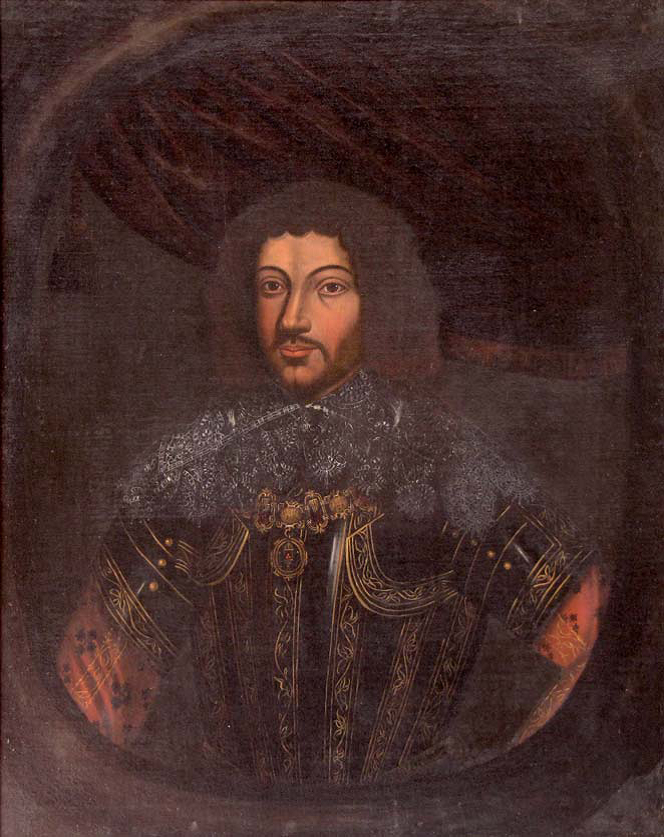
Carlo di Gonzaga-Nevers
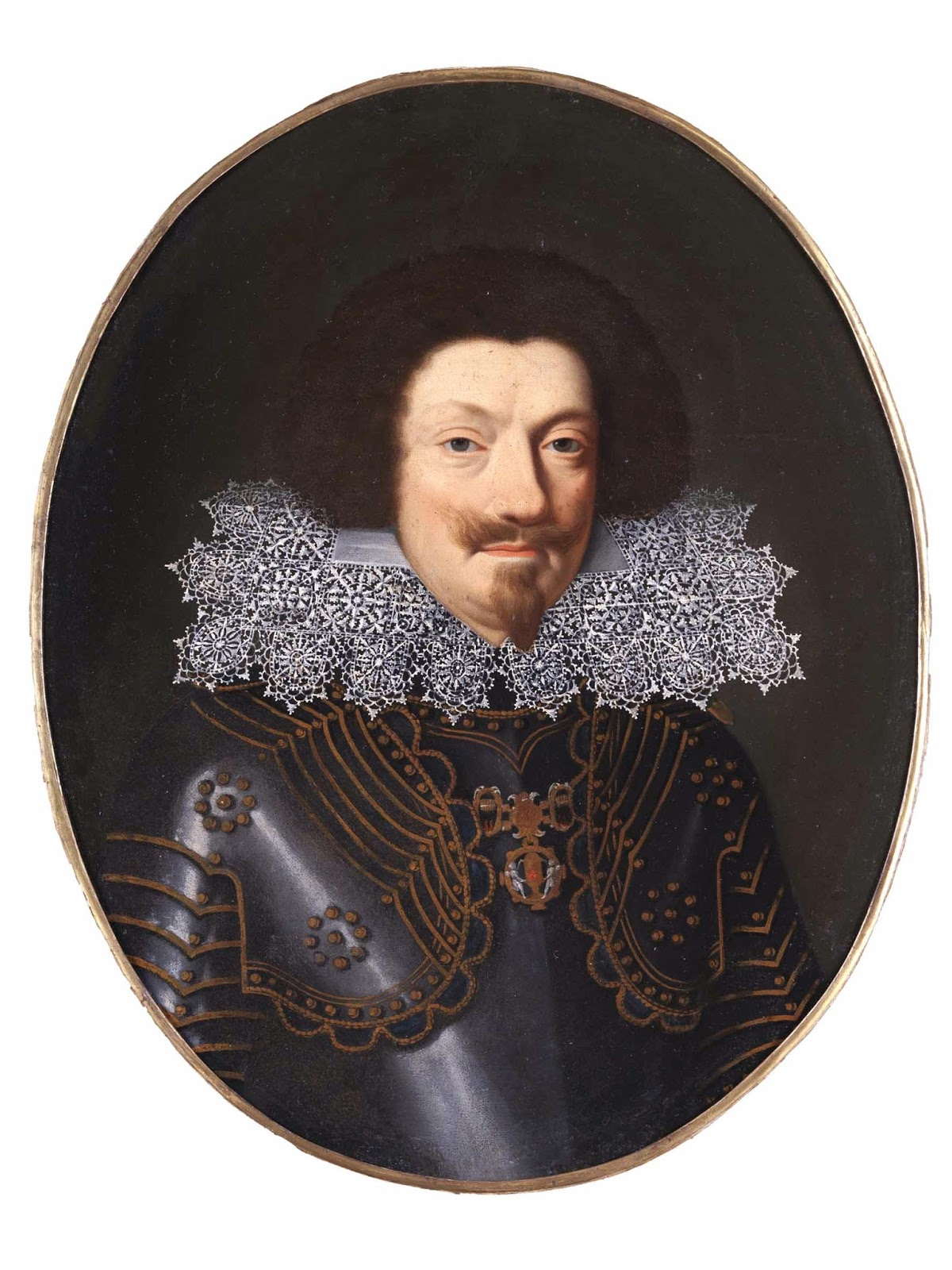
Carlo I di Gonzaga-Nevers
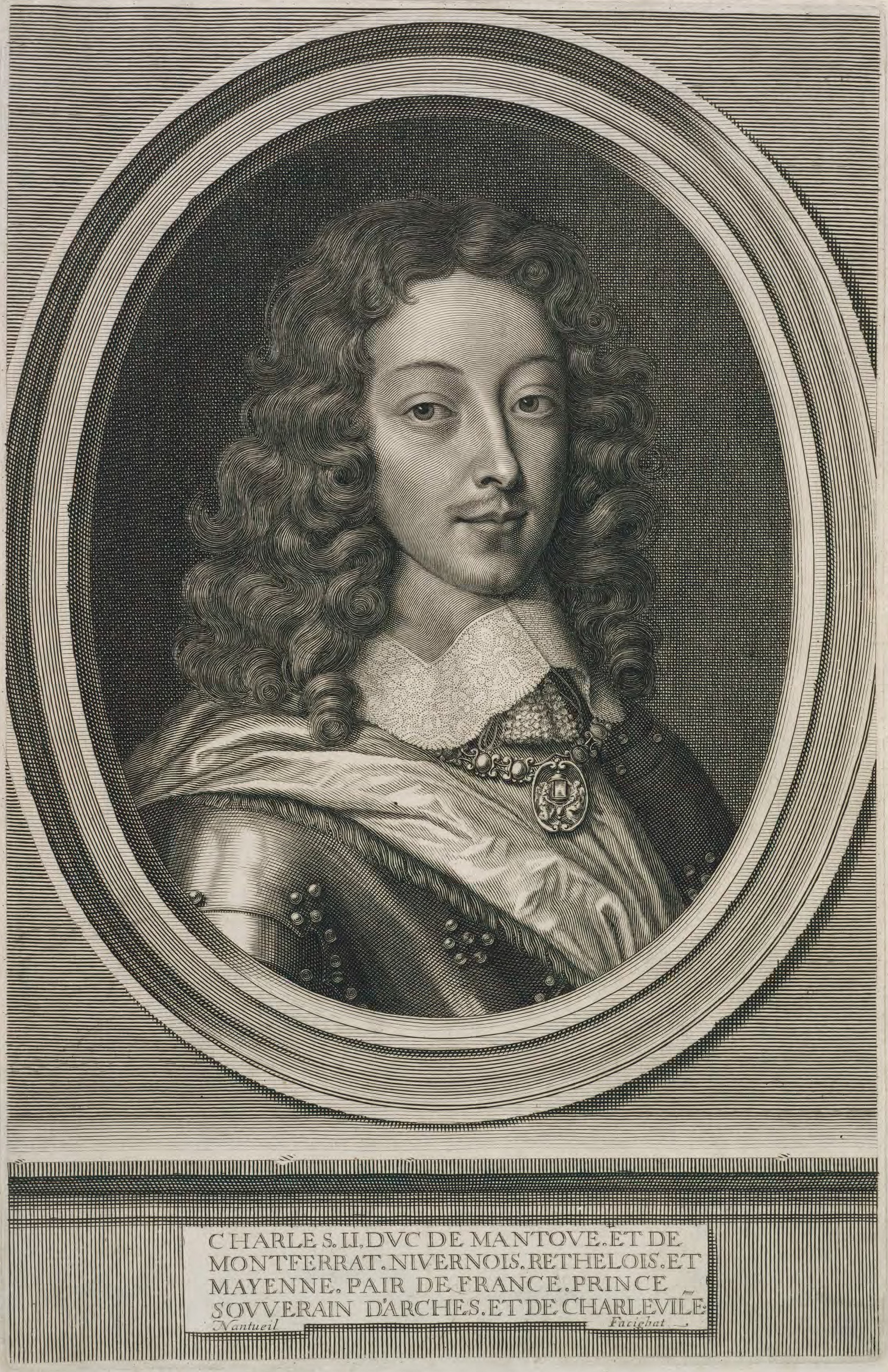
Carlo II di Gonzaga-Nevers
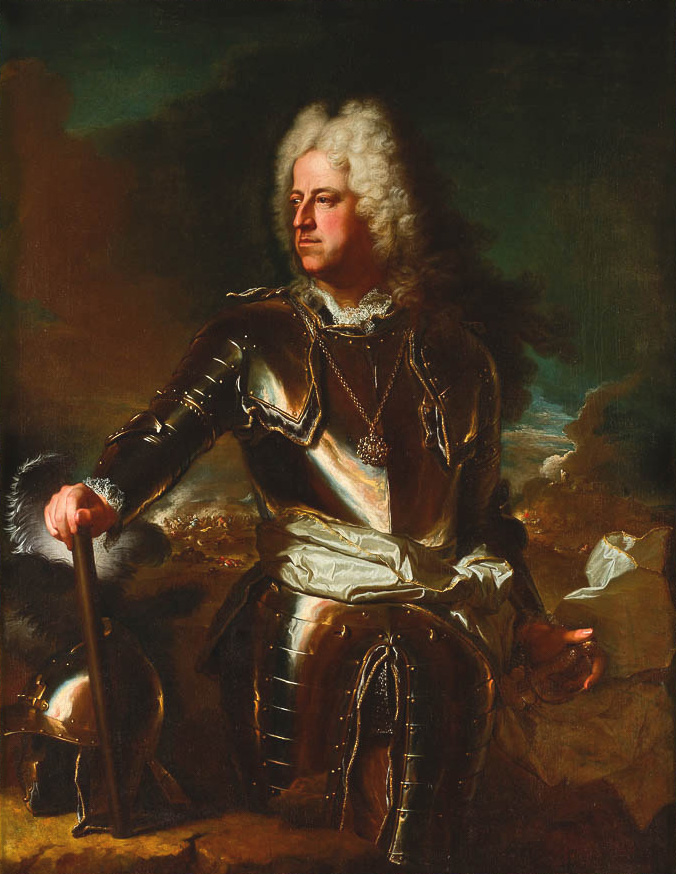
Ferdinando Carlo di Gonzaga-Nevers